# 巖浄閣
巖浄閣（がんじょうかく）は、富山県南砺市苗島にある、学校建築。富山県立農学校（現在の富山県立南砺福野高等学校）の本館として建設された。現在の敷地は南砺福野高等学校の校内である。1997年に国の重要文化財に指定された。

## 概要
1903年に竣工。設計と施工は砺波市出身の宮大工、藤井介之丞による。農学校の建設は、資産家で県会議員も務めた島巌の遺志（自らの資産を学校建築のため県に寄付）によるものである。
木造2階建てで和洋折衷の下見板張り（コロニアル様式）である。
1968年8月に現在地に移転・修復された際に、当時の富山県知事だった吉田実によって島巌に由来する「巖浄閣」の名称がつけられた。

## 沿革
- 1903年（明治36年）4月 富山県立農学校本館として建設。
- 1909年（明治42年） 皇太子（のちの大正天皇）の御座所となる[1]。
- 1913年（大正2年）ピンク色に塗りかえる。〈元は淡い緑色）[要出典]
- 1967年（昭和42年）現在の位置に移築（曳屋）。修復工事を行う[要出典]。
- 1968年（昭和43年）8月8日 県知事の吉田実を迎え、「巖浄閣」と命名される。
- 1987年（昭和62年） 「富山県の建築百選」に選定[要出典]。
- 1997年（平成9年）5月　国の重要文化財に指定。
- 2005年（平成17年）保存修理工事竣工[要出典]。

## 公開
平日は公開されており、富山県立南砺福野高等学校の事務室に依頼して見学が可能である。内部には富山県農学校等に関する資料が保存展示されている。

## アクセス
- 城端線福野駅より徒歩7分